# Первозвановская сельская община
Первозвановская сельская община (укр. Первозванівська сільська громада) — территориальная община в Кропивницком районе Кировоградской области Украины.
Административный центр — село Первозвановка.
Население составляет 8908 человек. Площадь — 383,1 км².
Община создана в 22 марта 2017 года путём объединения территорий Калиновского, Первозвановского, Степовского и Фёдоровского сельских советов Кировоградского района. 5 апреля 2019 года, в результате добровольного присоединения к общине присоединился Клинцовский сельский совет.

## Населённые пункты
В состав общины входят 19 сёл:
- Первозвановка
  - Заря
  - Неопалимовка
  - Поповка
  - Солнечное
- Бережинковский старостинский округ:
  - Бережинка
  - Верховцы
  - Гаевка
  - Маково
  - Новогригоровка
- Калиновский старостинский округ:
  - Калиновка
- Клинцовский старостинский округ:
  - Клинцы
- Покровский старостинский округ:
  - Демешково
  - Любо-Надиевка
  - Покровское
- Степовой старостинский округ:
  - Паращино Поле
  - Степовое
- Фёдоровский старостинский округ:
  - Николаевские Сады
  - Фёдоровка